# Spaceman
«Spaceman» — сингл американской инди-рок группы The Killers. Был выпущен 4 ноября 2008 года в качестве второго сингла с альбома Day & Age. Имеет три формата: CD (ещё имеется в продаже), виниловая пластинка (в продаже отсутствует), также композиция была доступна для скачивания на iTunes Store в формате AAC.
По данным списка «100 лучших песен 2008 года» журнала Rolling Stone, песня заняла 17-ю позицию. Композиция имела большую ротацию на американских, а также российских радиостанциях. На KYSR в июне 2010 года Spaceman занимала 1-ю строчку хит-парада.
Песня была выпущена 25 ноября 2008 года в виде загружаемого трека для Rock Band.

## Список композиций
Promo CD
1. «Spaceman» (radio edit) — 4:13
2. «Spaceman» (album version) — 4:44

Британская виниловая пластинка
1. «Spaceman» — 4:44
2. «Tidal Wave» — 4:14

Немецкий CD/Немецкий iTunes EP
1. «Spaceman» — 4:44
2. «Four Winds» (Conor Oberst) — 3:56
3. «Tidal Wave» — 4:14

Promo Remix CD
1. «Spaceman» (Bimbo Jones vocal mix) — 8:04
2. «Spaceman» (Bimbo Jones dub) — 8:03
3. «Spaceman» (Bimbo Jones radio edit) — 4:33

Promo Remix CD 2
1. «Spaceman» (Bimbo Jones Radio Mix) — 04:33
2. «Spaceman» (Bimbo Jones Vocal Mix) — 08:05
3. «Spaceman» (Lee Dagger Mix) — 09:03
4. «Spaceman» (Max Jackson Dub) — 06:26
5. «Spaceman» (Sander Van Doorn Alternative Mix) — 07:38
6. «Spacemen» (Sander Van Doorn Mix) — 06:38

## Чарты
| Чарт (2008/2009)                       | Позиция |
| -------------------------------------- | ------- |
| Australian ARIA Singles Chart          | 62      |
| Austrian Singles Chart                 | 44      |
| Dutch Singles Chart                    | 22      |
| Irish Singles Chart                    | 33      |
| Swiss Singles Chart                    | 89      |
| UK Singles Chart                       | 40      |
| U. S. Billboard Hot 100                | 67      |
| U. S. Billboard Hot Modern Rock Tracks | 8       |
| U. S. Billboard Hot Dance Club Play    | 2       |
| U. S. Billboard Triple A               | 17      |